# Berga, Floda
Berga är en by i Floda socken, Södermanland, Katrineholms kommun.
Byn omtalas in dokument första gången 1366 då en Torsten i Berga var faste vid Oppunda häradsrätt. Under 1500-talet omfattar byn ett mantal skatte om 4 öresland. Laga skifte förrättades på 1870-talet. Vid sekelskiftet 1900 bestod Berga av fyra gårdar och två torp med sammanlagt omkring 40 personer boendes här. Byn besöktes 1918 av Nordiska museets byexpedition som inventerade bevarad bebyggelse men även gjorde uppteckningar om äldre tiders seder och bruk. 1950 fanns ännu 28 personer boendes i byn. På 1990-talet fanns ett tiotal kvarboende, och torpen jämte en av gårdarna hade då förvandlats till sommarhus. All jord i byn brukades då av ett kvarvarande jordbruk på Mellangården.